# کک‌واره
کک‌واره (نام علمی: Pseudopulex) نام یک سرده از شاخه بندپایان است.